# Лункою-де-Жос (комуна)
Лункою-де-Жос (рум. Luncoiu de Jos) — комуна у повіті Хунедоара в Румунії. До складу комуни входять такі села (дані про населення за 2002 рік):
- Дудешть (105 осіб)
- Лункою-де-Жос (827 осіб) — адміністративний центр комуни
- Лункою-де-Сус (465 осіб)
- Поделе (322 особи)
- Стежерел (305 осіб)

Комуна розташована на відстані 317 км на північний захід від Бухареста, 25 км на північний захід від Деви, 99 км на південний захід від Клуж-Напоки, 125 км на схід від Тімішоари.

## Населення
За даними перепису населення 2002 року у комуні проживали 2024 особи.
Національний склад населення комуни:
| Національність | Кількість осіб | Відсоток |
| -------------- | -------------- | -------- |
| румуни         | 2012           | 99,4%    |
| цигани         | 9              | 0,4%     |
| угорці         | 2              | 0,1%     |

Рідною мовою назвали:
| Мова      | Кількість осіб | Відсоток |
| --------- | -------------- | -------- |
| румунська | 2021           | 99,9%    |
| угорська  | 1              | < 0,1%   |
| російська | 1              | < 0,1%   |

Склад населення комуни за віросповіданням:
| Релігія       | Кількість осіб | Відсоток |
| ------------- | -------------- | -------- |
| православні   | 2004           | 99,0%    |
| п'ятдесятники | 9              | 0,4%     |
| адвентисти    | 4              | 0,2%     |
| реформати     | 3              | 0,1%     |
| не релігійні  | 3              | 0,1%     |
| римо-католики | 1              | < 0,1%   |